# Сава Кършовски
Вижте пояснителната страница за други личности с името Кършовски.
Сава Попхристов Кършовски е български националреволюционер, юрист.

## Биография

### Детство и младежки години
Сава Кършовски е роден на 14 февруари 1847 г. в град Елена. Тук получава първоначалното си образование.
Убийството на бащата променя всички планове на семейството (1858). Майка му го праща да учи в плановския манастир „Свети Илия“ и духовен сан (1860). Трудно се вмества в строгия аскетичен режим, поради което напуска монашеската обител и завършва образованието си във Велико Търново. Живее във Варна и при брат си Иван, който е учител в Браила и Гюргево. През 1864 г. е в Цариград с надеждата да продължи образованието си. Поради липсата на средства се завръща в Търново. Тук се запознава със Стефан Стамболов, Христо Иванов Големия и Джорджо Момчев. Установява контакти с по-будни младежи в родния си град, което предизвиква съмнения у местните турски власти за неговата верноподаническа покорност, поради което напуска градеца и заминава при братята си във Влашко.
Тук попада в средата на революционната емиграция и окончателно затвърждава своите убеждения на радетел за освобождението на България. Особено силно влияние върху него оказва Васил Левски, с когото го запознават братята му през 1869 г. в Букурещ. През септември 1869 г., когато те „пътували фамилиарно от Гюргево с трена за Букурещ, слезли на Калугърене на Хотела и Левски ги пристигнал с червен ат“.

### Участие в Еленския частен революционен комитет
Завръща се в Елена през 1869 г. При второто посещение на Васил Левски и Ангел Кънчев в Елена е избран за председател на Еленския частен революционен комитет (1871). В архивите е запазена бележка от учителя Стоян Робовски, участник в събранието, в която са написани имената на членовете на комитета, дали средства за народното дело: Сава Кършовски – председател, Стоян Робовски – секретар-касиер, Никифор Попконстантинов, свещеник Тодор Калинкин и Юрдан Костов – 5, архимандрит Галактион – 15, поп Никола Попстоянов – 10 турски лири. Чорбаджията хаджи Михаил, брат на основателя на Еленската даскалоливница Иван Момчилов внася 100 турски лири. Работи като учител в Черна и Хърсово.

### След Освобождението
След Освобождението работи известно време като съдия и адвокат в Елена. Остава приятел на Стефан Стамболов и е негов политически последовател. Ръководител на градското и околийско бюро на национално-либералната партия. Занимава се с журналистическа и политическа дейност. Сътрудничи и участва с материали в множество вестници и списания от 19 век: „Зорница“, „Право“, „Свобода“, „Славянин“, „Търновска конституция“ и др. Автор е на първата мемоарна книга за Васил Левски озаглавена „Василий Левски и Ангел Кънчев в Елена“, на драмата „Нещастна жертва“ и др.

## Мемоари за Левски
Сава Кършовски става известен не толкова с революционната си или юридическа дейност, колкото с факта, че издава първата мемоарна книга след Освобождението, посветена на Апостола.
Първото издание на „Василий Левски и Ангел Кънчев в Елена“ излиза през 1880 г. в Търново, но явно в твърде ограничен тираж, тъй като бързо се изчерпва от книжния пазар. По тази причина дори видният наш учен и библиограф акад. Александър Теодоров-Балан, който пръв регистрира книгата в своя „Книгопис“, не я е видял лично. Понастоящем от това издание не може да бъде намерен нито един екземпляр.
Известният наш библиограф Петър Чолов убедително сочи, че това по същество е първата книга за Васил Левски. Отпечатана е в сп. „Българка“, издавано от Алис и Панайот Кършовски.
Появява се още веднъж в самостоятелно издание през 1902 г., но вече под друго заглавие – „Апостолите на свободата в Елена“. Обстоятелството, че в това издание не е споменато името на нейния автор, е довело до заблуждение библиографите при регистрирането. Акад. Ал. Теодоров-Балан, Любомир Дойчев и други смятат, че тази книга е написана от сина му Панайот С. Кършовски или дори от Павел Тодоров. Последният обаче е само издател, но не и автор на тази книга.
В края на 1939 г. и началото на 1940 г. Панайот Кършовски, издател на в. „Еленска защита“, публикува продължение на спомените на своя баща, в които се проследява дейността на Еленския частен революционен комитет.
Една от причините за второто издание е несъмнено изчерпването на книжката. Но това е може би само формалният повод. Действителният е изтъкнат от самия автор в края на повествованието „излизат твърде много съчинения от други автори, които предават в невярна светлина фактите както за самото посещение на Апостола в Елена, така и за отношението на еленчани към него“. Отстраняването на тези неясноти е несъмнена заслуга на Сава Кършовски. В същото време трябва да се отбележи, че изправяйки тези грешки, на свой ред е допуснал някои фактологически неточности, които обаче по никакъв начин не намаляват стойността на неговата книга.
Второто издание на труда на Сава Кършовски е също вече библиографска рядкост. Единствен екземпляр от него може да се открие в Народната библиотека „Иван Вазов“ (Пловдив). За да не го достигне участта на първото, издателството на БЗНС пуска фототипно копие на публикацията от 1902 г. в комплект с осъвременена версия, под редакцията, с предговора и бележките на ст.н.с. Милен Куманов и рецензент проф. Крумка Шарова (1987).

## Кършовски род

### Предание
Преданията твърдят, че Кършовският род води началото си от легендарния болярин Кършо. След превземането на Велико Търново от османците се заселва в една местност край връх Острец, близо до град Елена и днес именувана Кършовска махала. Кършо войвода според преданията загива в Сливенския балкан в бой с турските потери. Петнадесетгодишният му син Стойно оцелява и оставя потомство. Някои исторически източници сочат, че през 18 век потомците на болярина Кършо се заселват в Елена. Синът на Стойно – учителя Иван Кършов, заедно с поп Дойно Граматик правят два преписа на Паисиевата история в Котел (1784). Участник е в двете завери от 1821 и 1825 г.

### Родители на Сава Кършовски
Неговият син Христо Иванов Кършовски (1810 – 1858) е ръкоположен за свещеник в Елена през 1842 г. Взема дейно участие в борбата за извоюване на независима българска църква. Жени се за Юрдана Кънчова Кършовска (1822 – ?), дъщеря на килийния учител Кънчо Славов (Симитя) и на Дона Михайловска, най-възрастната сестра на Иларион Макариополски. Имат пет деца: Сава, Иван (1839 – 1914), Кръстю (Кънчо) (1842 – 1899), Йордан (1846 – 1880), Антон, и още две сестри Андоничка (1844 – ?) и Мария.  Иван и Кръстьо (Кънчо), се включват в националноосвободителното движение на българския народ още в началото на 60-те години на 19. век.

### Братя и сестри на Сава Кършовски
Иван участва в Първата и Втората легии в Белград. Заедно с Кънчо са четници в четата на войводата Панайот Хитов, която преминава река Дунав и в продължение на повече от месец броди из Стара планина (1867). По същото време в четата знаменосец е Васил Левски.
Йордан участва в четата на Христо Ботев. На революционна дейност се отдава и Антон. Впоследствие се сражава в редовете на българската войска по време на Сръбско-българската война (1885).
Андоничка е женена за книгопродавеца Васил Иванов Узунов от с. Беброво. Поради физическа прилика Васил Левски използва самоличността му при идването си в Русе (1869). Арестуван вместо Апостола, преди да се изясни объркването и шуреят му Сава да събере необходимите удостоверения, които потвърждават самоличността му. 

### Семейство на Сава Кършовски
Сава Кършовски се жени за Анастасия Панайотова Куюмджиева-Златарова (?-1880) през 1866 г. Имат двама сина, а след кончината ѝ се жени повторно.
Радивой е запасен поручик, загинал през 1913 г. на връх Тумба в Сърбия.
Панайот е историограф на Елена, издава вестник „Еленска защита“, който е с обществена, политическа и книжовна насоченост (1926 – 1941). Панайот Кършовски се жени за швейцарката Алис Кършовска, която издавала едно от първите в България месечни илюстровани домакински списания списание „Българка“ (1898 – 1904).